# Carcelia puella
Carcelia puella är en tvåvingeart som beskrevs av Jean-Baptiste Robineau-Desvoidy 1863. Carcelia puella ingår i släktet Carcelia och familjen parasitflugor.
Artens utbredningsområde är Frankrike. Inga underarter finns listade i Catalogue of Life.